# Boksze-Osada
Boksze-Osada [pronunciación en polaco: /ˈbɔkʂɛ ɔˈsada/] (en lituano: Bokšiai) es un pueblo ubicado en el distrito administrativo de Gmina Puńsk, dentro del condado de Sejny, Voivodato de Podlaquia, en el noreste de Polonia, cerca de la frontera con Lituania. Se encuentra a unos 8 kilómetros al sur de Puńsk, a 14 kilómetros al noroeste de Sejny, y a 119 kilómetros al norte de la capital regional Białystok.